# King Crimson on Broadway
King Crimson on Broadway – album koncertowy King Crimson, wydany w czerwcu 1999 roku nakładem Discipline Global Mobile jako podwójny CD. Został wydany w serii The King Crimson Collectors’ Club nr 5 & 6.

## Historia albumu
Album zawiera fragmenty koncertów, jakie King Crimson dał w nowojorskim Longacre Theatre w dniach 20, 21, 22, 23, 24 i 25 listopada 1995 roku. Koncerty zespół wykonywał w sześcioosobowym składzie: Adrian Belew, Bill Bruford, Tony Levin, Robert Fripp, Trey Gunn, Pat Mastelotto. Dużą część nagrań stanowią utwory z albumu THRAK, ale zespół sięgnął również do swojego dorobku z lat 80. („Thela Hun Ginjeet”, „Three of a Perfect Pair”, „Indiscipline” i „Elephant Talk”) oraz 70. („Red” i „Larks' Tongues in Aspic (Part II)”). Zestaw uzupełniły: instrumentalny „Prism” oraz fragment improwizacji „Fearless And Highly THRaKked”, która znalazła się na albumie THRaKaTTaK.

## Lista utworów
Lista i informacje według Discogs:
CD 1: 
| 1.  | Conundrum                     | 1:57  |
|     |                               |       |
| 2.  | Thela Hun Ginjeet             | 6:43  |
|     |                               |       |
| 3.  | Red                           | 6:29  |
|     |                               |       |
| 4.  | Dinosaur                      | 7:16  |
|     |                               |       |
| 5.  | VROOOM VROOOM                 | 4:48  |
|     |                               |       |
| 6.  | Frame By Frame                | 5:10  |
|     |                               |       |
| 7.  | Walking On Air                | 5:28  |
|     |                               |       |
| 8.  | B'BOOM                        | 5:35  |
|     |                               |       |
| 9.  | THRAK                         | 6:31  |
|     |                               |       |
| 10. | Neurotica                     | 4:34  |
|     |                               |       |
| 11. | Sex, Sleep, Eat, Drink, Dream | 4:58  |
|     |                               |       |
|     |                               | 59:29 |
|     |                               |       |
CD 2:
| 1.  | People                            | 6:14  |
|     |                                   |       |
| 2.  | One Time                          | 5:55  |
|     |                                   |       |
| 3.  | Indiscipline                      | 7:16  |
|     |                                   |       |
| 4.  | Improv: Two Sticks                | 2:02  |
|     |                                   |       |
| 5.  | Elephant Talk                     | 4:17  |
|     |                                   |       |
| 6.  | Prism (autor:Favre)               | 3:56  |
|     |                                   |       |
| 7.  | Talking Drum                      | 2:59  |
|     |                                   |       |
| 8.  | Larks' Tongues In Aspic (Part II) | 7:27  |
|     |                                   |       |
| 9.  | Three Of A Perfect Pair           | 4:22  |
|     |                                   |       |
| 10. | VROOOM                            | 3:54  |
|     |                                   |       |
| 11. | Coda: Marine 475                  | 2:41  |
|     |                                   |       |
| 12. | Fearless And Highly THRaKked      | 2:31  |
|     |                                   |       |
|     |                                   | 53:34 |
|     |                                   |       |

## Muzycy
- Robert Fripp – gitara, soundscapes
- Adrian Belew – gitara, śpiew
- Trey Gunn – Touch guitar
- Tony Levin – gitara basowa, Chapman stick
- Bill Bruford, Pat Mastelotto – perkusja (akustyczna i elektroniczna), instrumenty perkusyjne

Do wydawnictwa dołączono 24-stronicową książeczkę z notatkami, esejem "Notes from the Guitar Stool" Roberta Frippa.

## Odbiór

### Opinie krytyków
| Recenzje      | Recenzje |
| Publikacja    | Ocena    |
| ------------- | -------- |
| AllMusic      | [ 2 ]    |
| Prog Archives | 4.43/5.0 |
| RYM           | 3.88/5   |
| Sputnikmusic  | 4.1/5    |
| Teraz Rock    | [ 3 ]    |

Zdaniem Lindsaya Planera z magazynu AllMusic „na pierwsze miejsce wysuwa się nieskazitelny dźwięk. Gitarzysta i wokalista Adrian Belew zmiksował ten zestaw z cyfrowych taśm wielośladowych z wielką dbałością o szczegóły. (…) Wysokie noty otrzymuje również zawartość [albumu]”.
Również Jordan Babula z miesięcznika Teraz Rock uważa, że „muzyka [albumu] brzmi znakomicie”.
Według zespołu redakcyjnego PopMatters najważniejsze momenty z prawie dwóch godzin muzyki zawartej na obu albumach to: „oszałamiające solo gitarowe Adriana Belew w 'People' (…) i pomysłowe dudnienie basu Tony’ego Levina w 'Red'”. Bill Bruford „jest jak zwykle znakomity w 'Indiscipline', a najbardziej niezwykłym momentem tego wydawnictwa jest jednak doskonałe przejście z 'THRAK' do 'Neurotica', które działa tak dobrze, że jest prawie niezauważalne”.

jest to dla mnie najlepsze jak dotąd koncertowe wydawnictwo podwójnego tria z lat 90.